# Microhydromys musseri
Microhydromys musseri là một loài động vật có vú trong họ Chuột, bộ Gặm nhấm. Loài này được Flannery mô tả năm 1989.